# Уторгош
Уторгош (рос. Уторгош) — залізнична станція в Шимському районі Новгородської області Російської Федерації.
Населення становить 1091 особу. Входить до складу муніципального утворення Уторгоське сільське поселення.

## Історія
Від 2004 року входить до складу муніципального утворення Уторгоське сільське поселення.

## Населення
| 1959 | 2010  |
| ---- | ----- |
| 1714 | ↘1091 |